# Палладино, Раффаэле
Раффаэле Палладино (итал. Raffaele Palladino; род. 17 апреля 1984, Муньяно-ди-Наполи, Кампания) — итальянский футболист, нападающий; тренер.

## Карьера
4 января 2011 года «Парма» приобрела у «Дженоа» часть прав на игрока, которыми генуэзцы владели совместно с «Ювентусом», и подписала с Палладино трёхлетний контракт. В первом же матче за новый клуб 6 января Палладино, выйдя на замену во втором тайме, сумел забить мяч в ворота своей бывшей команды.
10 ноября 2015 года подписал контракт с клубом серии B «Кротоне».